# Alpbachtal
Alpbachtal je údolí v Kitzbühelských Alpách v Tyrolsku. Je to boční údolí Inntalu, které leží mezi pohořím Rofan a Kitzbühelskými Alpami.
Alpbachtal má svůj název podle Alpbachu, který protéká celým údolím. Vstupem do údolí je obec Brixlegg. Celým údolím vede silnice spojující Alpbach s Brixleggem až do obce Inneralpbach.  Sousedními údolími Alpbachtalu jsou Zillertal a Wildschönau.
V Alpbachtalu jsou vyšší vrcholy, které jsou dobře rozvinuté pro turistiku jako např.:
- Große Galtenberg (2425 m n. m.)
- Große Beil (2309 m n. m.)
- Sonnenjoch (2287 m n. m.)
- Standkopf (2241 m n. m.)
- Wiedersberger Horn (2128 m n. m.)
- Joelspitze (1964 m n. m.)
- Gratlspitze (1899 m n. m.)
- Schatzberg (1898 m n. m.)
- Loderstein (1830 m n. m.)
- a Reither Kogel (1336 m n. m.)

Hlavním zdrojem příjmů v létě i v zimě je turistika. V Alpbachtalu na jižní straně se nachází větší lyžařský areál Wiedersberger Horn se dvěma lanovkami a 15 vleky. Dne 7. prosince 2012 byla zprovozněna třetí gondolová lanovka, která vytvořila propojení vleku a sjezdovky s Wildschönau. Vznikla tak velká lyžařská oblast pod názvem Ski Juwel Alpbachtal Wildschönau, která patří mezi deset nejlepších lyžařských oblastí v Tyrolsku. Menší lyžařský areál s jedno kabinkovou lanovkou a čtyřmi vleky se nachází při vstupu do obce Reith im Alpbachtal. Na ostatních plochách poskytují lyžování pouze ostatní údolí. V létě je údolí považováno za turistické údolí. Nachází se zde několik salaší.
V Alpbachu se každoročně koná diskusní fórum o budoucnosti Evropy: Evropské fórum Alpbach.
V údolí Alpbach se nacházejí dvě obce: Reith im Alpbachtal a Alpbach. Konec údolí uzavírá osada Inneralpbach. 